# Paulo Hartung
Paulo César Hartung Gomes GOMM (Guaçuí, 21 de abril de 1957) é um economista e político brasileiro, atualmente filiado ao Partido Social Democrático. Foi governador do estado do Espírito Santo de 1º de janeiro de 2003 até 31 de dezembro de 2010, e de 1 de janeiro de 2015 até 31 de dezembro de 2018, sendo sucedido por Renato Casagrande.

## Biografia
Paulo Hartung é formado em economia pela Universidade Federal do Espírito Santo (UFES). Ligado ao Partido Comunista Brasileiro (PCB) na época da clandestinidade da legenda durante a ditadura militar, Hartung foi eleito o primeiro presidente do Diretório Central dos Estudantes (DCE) da UFES.
Em 1979, participou ativamente do processo que reestruturou a União Nacional dos Estudantes (UNE), tendo atuado como organizador da bancada capixaba e na mobilização dos delegados em todo o país para o congresso de reconstrução da entidade que representa todos os estudantes brasileiros, realizado em Salvador, capital do estado da Bahia.
Paulo Hartung filiou-se ao Movimento Democrático Brasileiro (MDB) em 1979, e deu assim início à sua trajetória político-partidária. Aos 25 anos de idade, elegeu-se deputado estadual para um mandato de quatro anos (1983 a 1987), destacando-se como o mais novo parlamentar da Assembleia Legislativa do Espírito Santo.
Expirado o mandato, conseguiu reeleger-se em 1986 para um novo quadriênio (1987 a 1990) e participou da elaboração da Constituição Estadual. Em sua passagem pela Assembleia, preocupou-se com a defesa do funcionalismo público, e tratou de temas como meio ambiente, saúde, educação, transporte público, dentre outros.
Em 1990, Paulo Hartung conquistou o mandato de deputado federal (1991 a 1995), com a maior votação dentro do Município de Vitória, capital do estado. Sua relevante atuação fez com que assumisse o cargo de vice-líder do PSDB na Câmara dos Deputados, cuja liderança era exercida por José Serra, então deputado por São Paulo.
Em 1992, elegeu-se prefeito de Vitória (1993 a 1997). No início de 1997, passou o cargo ao seu sucessor eleito, Luiz Paulo Vellozo Lucas, também do PSDB, e participou, nos Estados Unidos, a convite da Embaixada daquele país, do programa intensivo sobre Administração Pública e Sistema Políticos nos Estados Unidos.
Após o retorno ao Brasil, em junho de 1997, foi nomeado pelo então Presidente da República Fernando Henrique Cardoso, seu correligionário de sigla partidária, a Diretoria de Desenvolvimento Regional e Social do Banco Nacional de Desenvolvimento Econômico e Social (BNDES). No primeiro ano de gestão, a pasta investiu 1,4 bilhão de reais em projetos sociais.
Em 1998, candidatou-se ao Senado da República e foi eleito com 780 mil votos, a maior votação que um político já recebeu no Espírito Santo.
Em 2002, filiado ao Partido Socialista Brasileiro (PSB) foi eleito, ainda no primeiro turno, governador do estado. Em 2005, retornou ao PMDB, se reelegendo em 2006 com a maior votação percentual do país. Após deixar o governo, voltou a trabalhar como economista, consultor e palestrante.[10] Como governador, em 2004 Hartung foi admitido pelo presidente Luiz Inácio Lula da Silva ao grau de Grande-Oficial especial da Ordem do Mérito Militar.
Em 2014, Paulo Hartung, ainda no PMDB, foi eleito governador pela terceira vez. Disputou o governo com o então governador Renato Casagrande (PSB).[10] Hartung tomou posse como governador do estado do Espírito Santo em 1º de janeiro de 2015.[11] Em 9 de julho de 2018, o governador anunciou a secretários que não disputaria um novo mandato e que havia “[passado] a hora de passar o bastão”. Desfiliou-se do MDB em 7 de novembro de 2018, pouco antes do fim do mandato.

## Greve da Polícia Militar do Espírito Santo
Em fevereiro de 2017 foi internado no Hospital Sírio-Libanês em São Paulo para uma cirurgia de ressecção de tumor de bexiga. Dois dias antes, não tendo passado o cargo de Governador do Estado do Espírito Santo ao seu vice César Colnago, uma greve dos Policiais Militares se instalava, levando a uma grave crise na Segurança Pública do Estado do Espírito Santo, sendo entregue cinco dias depois o comando da Segurança Pública do ES às Forças Armadas, antes nas mãos do Secretário André Garcia. Em 9 de fevereiro de 2017, um panelaço foi feito por moradores de bairros de Vitória durante a entrevista do governador Paulo Hartung à Miriam Leitão, na Globonews. No dia seguinte, em entrevista à Globo News o ex-secretário nacional de segurança José Vicente da Silva Filho disse que a hospitalização de Paulo Hartung sem antes ter passado o cargo ao seu vice facilitou que o movimento se espalhasse por todo o Estado sem um comando do governo estadual para interromper ou desmobilizar a greve da Polícia Militar.[carece de fontes?]
Em outubro de 2018 o Ministério Público do Estado do Espírito Santo emitiu portaria para investigar a responsabilidade do alto comando do governo do estado na paralisação da Polícia Militar. Entre os investigados estão Paulo Hartung, o então secretário de segurança pública André Garcia e o ex-comandante da PM Nylton Rodrigues Filho. Em nota, a Associação de Cabos e Soldados (ACS) disse que "espera que o MP encontre as causas da paralisação, pois um evento daquela magnitude só ocorre pela omissão Estatal".
Em outubro de 2018 o então candidato a governador que veio a ser eleito, Renato Casagrande, declarou à Folha de S.Paulo que, em relação aos militares punidos em virtude do movimento paredista, o que for perseguição política será revertido. E hoje, no dia que estou escrevendo, Paulo Hartung se filiou ao PSD.

## Controvérsias

### "As masmorras de Hartung"
Conforme amplamente noticiado pela mídia nacional e internacional, escandalosos presídios foram criados durante a gestão de Paulo Hartung como governador do Estado do ES. Na época, o escândalo ficou conhecido como "As masmorras de Hartung", e teve repercussão até  na ONU.

### Benefícios fiscais
A decisão do presidente do TJES Pedro Valls Feu Rosa, relaciona Hartung aos benefícios fiscais concedidos nos últimos 10 anos a empresas localizadas no Estado e o valor de eventual dívida da administração em decorrência dos incentivos. Segundo o texto, todas as operações realizadas, num período de 90 dias, resultaram, estimativamente, em um lucro de 50 milhões de reais para os envolvidos. Pedro Valls também pede a apuração de uma operação de compra de terrenos e incentivos fiscais dados à empresa Ferrous em sua instalação em Kennedy.

## Reeleição
Na votação realizada no dia 1º de outubro de 2006, Paulo Hartung foi reeleito governador do Espírito Santo tendo alcançado a maior votação percentual do país para o cargo. De acordo com os resultados oficiais do Tribunal Superior Eleitoral, Hartung foi reeleito com 1.326.175 votos (77,27% dos votos válidos), seguido pelo candidato do PDT, Sérgio Vidigal, que obteve 373.474 votos (21,76% dos votos válidos).

## Acidente de Helicóptero
Um helicóptero da Polícia Militar do Espírito Santo com o governador do Espírito Santo caiu, na tarde de 10 de agosto de 2018, dentro dos limites de Domingos Martins, região Serrana do Espírito Santo. Paulo Hartung não se machucou e a primeira-dama, que também estava na aeronave, teve luxações leves na perna. O chefe da Seção de Segurança Operacional da Secretaria da Casa Militar, do Núcleo de Operações e Transporte Aéreo (Notaer), major Paolo Quintino, explicou que a aeronave se desgovernou ao se aproximar para pouso e realizar manobra de campo. Um dos rotores, que é a parte de trás do helicóptero, colidiu com o solo. O major ainda explicou que os pilotos auxiliaram os passageiros para que todos saíssem do local o mais rápido possível. A aeronave, a princípio, teve perda total.
Sobre o acidente, o deputado Sérgio Mageski criticou o uso da aeronave para, segundo ele, o governador passar o fim de semana nas montanhas. Em discurso na assembleia legislativa, Mageski afirmou que o governador Paulo Hartung não se encontrava em agenda oficial e por tanto, foi pego no pulo do gato. O deputado solicitou informações à Casa Militar sobre os planos de voos dos helicópteros que servem ao governo, para saber as origens, destinos e objetivos, porém, recebeu como reposta apenas que não existem planos de voos.
Em 16 de agosto de 2018 o portal de notícias Gazeta Online exibiu reportagem com o título "Governo do Estado omite informações sobre uso de helicóptero por Hartung". Segundo a reportagem, em janeiro de 2018, a fim de saber como as aeronaves do estado são utilizadas pelo governo, o jornal Gazeta online solicitou ao executivo o detalhamento das viagens institucionais, quanto custam, quem foi transportado e quais os destinos desses traslados pagos com o dinheiro público. No entanto, mesmo tendo acionado o executivo por meio da Lei de Acesso a Informação, os dados solicitados foram omitidos, os prazos não foram respeitados. O jornal afirmou ainda que, segundo especialistas, houve um descumprimento da lei por parte do governo.
Paulo Hartung irá se filiar ao PSD em abril.